# Ciutadella ibèrica de Calafell
La ciutadella ibèrica de Calafell és el nom amb què es coneix el jaciment arqueològic d'Alorda Park o ciutadella de les Toixoneres, situat a Calafell, (Baix Penedès), declarat bé cultural d'interès local.
Fou habitat per la tribu ibera dels cossetans i probablement fou destruïda amb l'arribada dels romans. La singularitat d'aquest jaciment és que, durant els anys 90, es va reconstruir una reproducció de l'antic assentament iber sobre els mateixos fonaments.

## Història
L'assentament, davant del mar, és un recinte fortificat que es va fundar a principis del segle vi aC, durant l'època ibèrica. S'ha relacionat amb la seu d'un cabdillatge de la tribu ibera dels cossetans. Era un poblat envoltat per potents muralles amb torres de defensa, portes d'accés, un palau i nombroses dependències. Hauria tingut uns 60 habitants. A finals del segle iv aC, s'hi dugueren a terme grans reformes i finalment fou abandonat, probablement per la crisi bèl·lica de la Segona Guerra Púnica, quan el cònsol Cató el Vell va aixafar la revolta general de tribus ibèriques contra Roma, al segle ii aC.

## Història de la investigació
Es tracta d'un conjunt arqueològic excavat des del 1980 pels arqueòlegs Joan Santacana i Joan Sanmartí. La particularitat d'aquest jaciment és que es tracta del primer jaciment arqueològic de la península Ibèrica que ha estat reconstruït amb tècniques d'arqueologia experimental, és a dir, que sobre de les restes del jaciment s'hi ha reconstruït un nou poblat simulant el de debò. Això fou possible gràcies a un projecte dissenyat i executat per Joan Santacana entre 1992 i 1994. Es tracta d'un exemple de reconstrucció arquitectònica d'un jaciment arqueològic, així com de museografia didàctica. La reconstrucció permet veure i entrar a les cases, caminar pel camí de ronda de les muralles, pujar a les torres, així com examinar els objectes de la cultura material dels cossetans.

### Reconstrucció

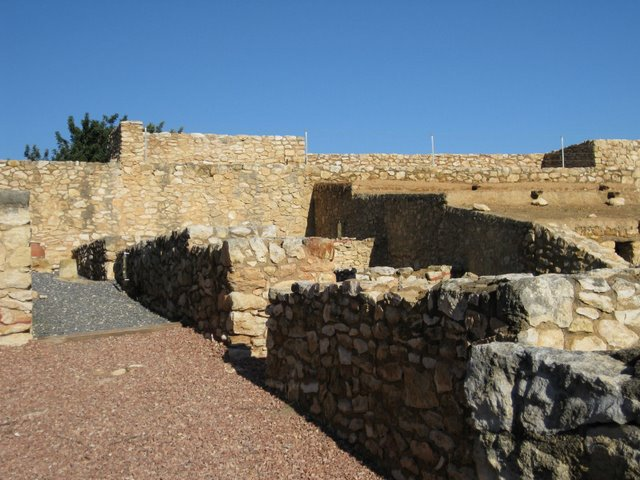
Vista de la reconstrucció de la ciutadella ibèrica de Calafell

L'any 1992, es va iniciar la reconstrucció d'una bona part de l'assentament seguint models dels països nòrdics, en especial del jaciment de l'edat del ferro d'Eketorp, a l'illa d'Öland de Suècia. La tasca de reconstrucció es va fer després d'un acurat estudi tècnic, i seguint pautes pròpies de l'arqueologia experimental. L'interior dels recintes va ser moblat amb rèpliques, tenint present els objectes originals trobats in situ a l'excavació.
Els arqueòlegs que l'han excavat i reconstruït tal com era al segle iii aC han tingut com a missió principal recrear exactament com vivien els antics ibers dins d'aquella ciutadella, que per algunes restes trobades sembla que va ser destruïda pels romans. Una gran torre d'assalt de fusta davant de la muralla informa de com eren els setges en aquella època.
Les cases, sitges, magatzems, tallers i altres instal·lacions han estat edificats amb meticulosa exactitud, amb panells que informen els turistes de com era un dia habitual a l'interior d'aquella petita fortalesa.

### Gestió
El projecte de la ciutadella ibèrica de Calafell està a càrrec de dos grups de recerca de la Universitat de Barcelona, el grup de recerca d'Arqueologia Clàssica, Protohistòrica i Egípcia i el grup de Didàctica del Patrimoni (DIDPATRI). Els responsables científics de la ciutadella són el Dr. Joan Sanmartí, catedràtic d'arqueologia que ha centrat la seva investigació en l'estudi de la protohistòria a la Mediterrània occidental, particularment en els processos socials i econòmics implicats en el desenvolupament dels estats ibèrics i de la seva dissolució en època romana imperial i republicana. Els responsables científics de la ciutadella per part del segon grup són el Dr. Joan Santacana i Francesc Xavier Hernández, del departament de Didàctica de les Ciències Socials de la mateixa universitat, especialitzats en museografia didàctica i autors de múltiples projectes d'intervenció patrimonial.
La ciutadella ibèrica de Calafell, des del punt de vista de la gestió, depèn de l'Organisme Autònom Municipal, Fundació Castell de Calafell, organisme que té sota la seva responsabilitat la promoció, conservació i estudi dels elements patrimonials del municipi. Aquest organisme, com a màxim responsable, és el que exerceix, en última instància, el control tant dels projectes, com de la seva execució. Està presidit per l'alcalde de Calafell. Des del punt de vista administratiu i funcional, la ciutadella ibèrica és un equipament el desenvolupament del qual està promogut des de l'Àrea de Serveis Personals.

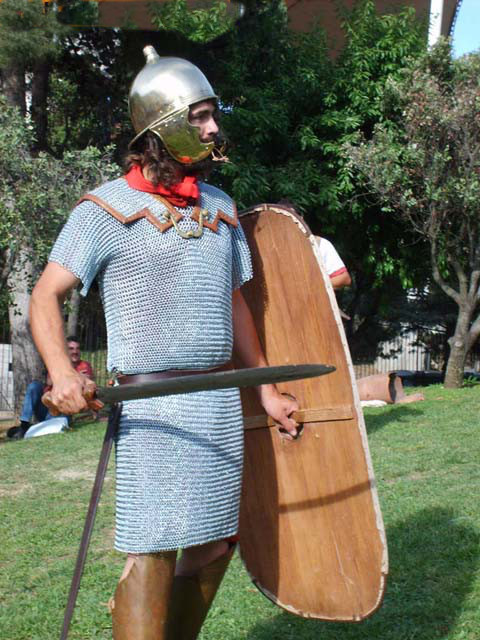
Ibercalafell és un grup de recreació històrica vinculat a la ciutadella ibèrica de Calafell, que realitza diverses representacions de la vida dels ibers

La ciutadella de Calafell forma part, des del 2007, de la xarxa europea EXARC (de l'anglès Exchange on Archaeological Research and Communication), que agrupa jaciments arqueològics i equipaments que comparteixen la mateixa filosofia d'intervenció i els models propis de la museografia didàctica i de l'arqueologia experimental. Com a membre d'EXARC, la ciutadella ibèrica ha participat en els projectes europeus Didarchtik Arxivat 2014-09-24 a Wayback Machine. 2010-2012 (Grundtvig Learning Partnership) i actualment en OpenArch 2011-2015, com a coordinadora. Ambdós projectes, han estat subvencionats pel Programa d'Aprenentatge Permanent i el Programa Cultura de la Comissió Europea, respectivament. La ciutadella ibèrica forma part des dels inicis de la ruta dels Ibers, impulsada pel Museu d'Arqueologia de Catalunya a Girona, i que té com a funció, entre d'altres, estimular el turisme cultural en els jaciments d'època ibèrica. Durant el 2010 va rebre 15.605 visitants.